# Bernt Kennerström
Bernt Kennerström, född 15 januari 1942, är en svensk historiker och bokförläggare. 

## Biografi
Bernt Kennerström disputerade vid Stockholms universitet 1974 med avhandlingen Mellan två internationaler. Socialistiska partiet 1929–37. 
Bernt gick ut Kungsholmens HAL 1961 och vistades därefter en tid i Francos Spanien. Tillbaka i Stockholm började han på universitetet.
Han kom tidigt in redaktionen för tidskriften Zenit och var aktiv i dess Stockholmsredaktion. Han var en av de forskare som medverkade med underlag till Carl Slättnes omdebatterade tv-serie Från socialism till ökad jämlikhet, som sändes i Sveriges Television under 1971.  
Bernt Kennerström startade sedan tillsammans med Gunnar Olofsson tidskriften Arkiv för studier i arbetarrörelsens historia år 1971. Tidskriften började 1974 ge ut böcker under förlagsnamnet Arkiv förlag. Kennerström kom att verka som förläggare och förlagsledare fram till slutet av 1990-talet. Han redigerade och publicerade ett femtiotal doktorsavhandlingar i Arkivs avhandlingsserie (från 1974 och framåt) och från 1988 även i Lund Studies in social Welfare. Tillsammans med Gunnar Olofsson började han 1983 att ge ut Arkiv förlags serie Moderna Klassisker.

### Översättningar i urval
- Wolfgang Abendroth, Den europeiska arbetarrörelsens historia (Arkiv förlag, Lund 1980)
- Stephen F. Cohen, Bucharin och den ryska revolutionen. En politisk biografi 1888–1938 (Arkiv förlag, Lund 1981)
- György Lukács, Förnuftets banemän. Från Nietzsche till Hitler (Arkiv förlag, Lund 1985)
- Michael Löwy, Förtvivlan, förhoppning, försoning. Tre faser i Georg Lukács' utveckling som intellektuell (Arkiv förlag, Lund 1986).